# Episodi di Criminal Minds (diciottesima stagione)
La diciottesima stagione della serie televisiva Criminal Minds, sottotitolata Evolution e composta da 10 episodi, è distribuita in prima visione assoluta negli Stati Uniti d'America sulla piattaforma streaming Paramount+ a partire dall'8 maggio al 10 luglio 2025.
| nº | Titolo originale                         | Titolo italiano                    | Pubblicazione USA | Pubblicazione Italia |
| -- | ---------------------------------------- | ---------------------------------- | ----------------- | -------------------- |
| 1  | Swimmer's Calculus                       | Il calcolo del nuotatore           | 8 maggio 2025     | 30 maggio 2025       |
| 2  | The Zookeeper                            | Il guardiano dello zoo             | 15 maggio 2025    | 6 giugno 2025        |
| 3  | Time to Say Goodbye                      | Il momento di dire addio           | 22 maggio 2025    | 13 giugno 2025       |
| 4  | I'm Fine, It's Fine. Everything is Fine. | Sto bene. Sto bene. Va tutto bene. | 29 maggio 2025    | 20 giugno 2025       |
| 5  | The Brutal Man                           | L'uomo spietato                    | 5 giugno 2025     | 27 giugno 2025       |
| 6  | Hell is Empty                            | L'inferno è vuoto...               | 12 giugno 2025    | 4 luglio 2025        |
| 7  | ...All the Devils are Here               | ...tutti i diavoli sono qui        | 19 giugno 2025    | 11 luglio 2025       |
| 8  | Tara                                     | Tara                               | 26 giugno 2025    | 18 luglio 2025       |
| 9  | CollateRal                               | Col1aterale                        | 3 luglio 2025     | 25 luglio 2025       |
| 10 | The Disciple                             | Il Discepolo                       | 10 luglio 2025    | 1° agosto 2025       |

## Il calcolo del nuotatore
- Titolo originale: Swimmer's Calculus
- Diretto da: Bethany Rooney
- Scritto da: Breen Frazier

### Trama
Quando un cadavere riaffiora a riva su una spiaggia di Ocean City, Maryland, l'Unità di Analisi Comportamentale si presenta sulla scena per verificare e riconoscere la firma di un Soggetto Ignoto il cui numero di vittime per annegamento ammonta già a quattro, tutte rinvenute lungo la Costa Orientale; egli pratica loro dei fori sul torace affinché il corpo si riempia d'acqua ed affondi, provocandone il decesso.
L'iniziale ipotesi della squadra cambia ricevendo i risultati della Scientifica, secondo cui le macchie sui denti delle vittime sono dovute al "tartaro del nuotatore" causato dal cloro: esse non sono quindi annegate nell'oceano, bensì in un bacino d'acqua dolce come una piscina. L'abbandono dei cadaveri in mare aperto è stato semplicemente un depistaggio.
Garcia individua un collegamento tra le vittime: tutte avevano visitato il medesimo sito di case-vacanze. I parametri della ricerca vengono ristretti considerando traumi legati all'acqua e piscine di circa 7 metri di profondità, identificando Franklin Fowler: figlio di un bagnino alcolizzato, non ha mai potuto nuotare soffrendo di asma sebbene il padre gli facesse ripetere l'esame continuamente; a dieci anni ha ucciso l'intera famiglia (oltre al padre, la madre e la sorella). Fowler stordisce le vittime tramite una miscela di fentanyl, per poi torturarle praticando loro i fori e obbligandole a galleggiare nella piscina di casa sua a Chesapeake finché inevitabilmente non annegano.
Alvez e Lewis salvano la madre e la figlia che Fowler ha rapito, ma quest'ultimo si suicida davanti agli agenti. Successivamente, si apprende che egli ha caricato video dell'annegamento di tutte le vittime su una rete virtuale privata (VPN) servendosi dei medesimi tecnologia e software impiegati per la propria rete da Elias Voit, il serial killer conosciuto come "Sicarius" che è stato aggredito da due detenuti nella lavanderia del carcere federale di minima sicurezza in cui è stato trasferito come parte dell'accordo stretto con il Direttore dell'FBI (nel finale precedente), riuscendo ad uccidere i propri assalitori per legittima difesa. Prentiss ne informa Rossi aggiungendo che tuttavia è ancora presto per accertare se Voit sia coinvolto. 
Sono trascorsi sei mesi e Voit è ancora in coma farmacologico. Garcia si reca spesso al suo capezzale e, quando Alvez gliene chiede la ragione, lei risponde di voler credere che anche un criminale come lui possa avere un'anima. Sempre da sei mesi, Rossi viene invece interrogato dall'OPR (Ufficio di Responsabilità Professionale, gli Affari Interni dell'FBI) che lo sospetta di aver organizzato l'aggressione (dato che in precedenza, Rossi aveva avvertito Voit della possibilità di subire un attacco simile se avesse presentato ricorso contro l'inserimento in minima sicurezza). Prentiss convince il collega ad indagare più a fondo con lei sulla dinamica dei fatti e presto i due si rendono conto che doveva esserci un'altra arma oltre ai coltelli posseduti dai detenuti, anche perché le foto della scena suggeriscono che, durante la colluttazione, Voit stesse cercando qualcosa presumibilmente nascosto. Rossi torna presso la lavanderia del carcere e, seguendo un'intuizione, scova l'oggetto letale (una lama ricavata da una pala del ventilatore), potendo così scagionarsi davanti all'OPR.
Nel frattempo, Tyler Green ha iniziato ufficialmente l'addestramento come Agente dell'FBI ed attende di conoscere la sede alla quale è assegnato (lui spera che sia Washington così da restare vicino ai nuovi colleghi, sebbene essi gli ricordino che occorrono dieci anni per entrare nella BAU), che si rivela essere Mobile, in Alabama. Inoltre, la madre di Will arriverà da New Orleans in occasione del compleanno del secondogenito di Will e JJ e quest'ultima teme il regalo che la donna potrebbe portare a Michael (poiché l'ultima volta si è trattato di un criceto).
Nella scena finale dell'episodio, un'infermiera passa a controllare Voit nella sua stanza e quest'ultimo, finora privo di sensi, riapre gli occhi e tenta di strangolarla afferrandola per il collo.
- Guest star: Nicole Pacent (Rebecca Wilson), Jade Harlow (Kristi Estes), Tate Moore (Vivian Estes), Eddie Mills (Curtis Estes), Gilli Messer (agente dell'OPR Beatriz Carr)
- Altri interpreti: Cortés Alexander (Travis Townsend), Eric Scott Alperin (amico di lavoro), Austin Archer (David Hartle), Bourke Floyd (sceriffo Brody), Ariel Jackson (infermiera Monica Luna), Clayton Royal Johnson (Tom), Dennis Mencia (Richard Downey), Sam O'Byrne (Franklin Fowler), Tyler Ham Pong (paramedico Harris), Josh Server (agente dello stato del Delaware Chakoian), Daisy Wang (Chrissie)

### Soggetto Ignoto
- Franklin Fowler

### Citazioni
- "L'acqua ha una memoria perfetta e cerca sempre di tornare dove era." Toni Morrison (Emily Prentiss)

## Il guardiano dello zoo
- Titolo originale: The Zookeeper
- Diretto da: Aisha Tyler
- Scritto da: Christopher Barbour

### Trama
Setacciando un hard-disk recuperato dall'abitazione dell'avvocato di Voit, Vincent Orlov, latitante dopo aver svuotato anche la casa e l'ufficio di Albuquerque, in New Mexico (dove esercitava prima di trasferirsi a Washington), Garcia scova diversi video di un Soggetto Ignoto sadico chiamato "Il Guardiano dello zoo" che rapisce e tortura prostitute (costringendole anche ad umilianti giochi di ruolo) tenute segregate all'interno di gabbie per animali affinché diventino "schiave" obbedienti e suoi "giocattoli", prima di ucciderle tagliando loro la gola. Egli viene poi identificato come Clyde Smets e l'ultima ragazza rapita viene salvata (due vittime precedenti erano scomparse da cinque anni, ovvero da quando Voit ha istituito la rete, che quindi si è riattivata), anche se lui si suicida davanti agli occhi di Tyler. Quest'ultimo pensa di aver deluso i nuovi colleghi per non averne impedito il gesto, ma Penelope lo conforta dicendogli che la BAU è il posto giusto per lui.
Nel frattempo, l'improvviso risveglio di Elias Voit dal coma e ancora di più la notizia che egli ha sviluppato un'amnesia retrograda dovuta alla lesione cerebrale per la quale ha perso completamente la memoria scuotono l'Unità di Analisi Comportamentale: egli non sembra ricordare né il proprio nome né di essere "Sicarius" o la mente dietro la creazione di una rete di serial killer, non riconosce la foto dell'ex moglie Sydney e nemmeno Rossi, che aveva rapito e quasi ucciso (nella sedicesima stagione - la prima di "Evolution" - ) e anzi lo scambia per il proprio padre. La neuropsichiatra che lo segue, dottoressa Julia Ochoa (una delle migliori del Paese), riferisce agli agenti che il trauma dell'aggressione subìta e il lungo stato di incoscienza ne hanno limitato anche le capacità comunicative. I membri della BAU temono che Ochoa e lo staff medico sottovalutino le abilità manipolatorie, il narcisismo e la tendenza alla menzogna di Voit (tratti tipici di una personalità psicopatica) e, in particolare Alvez e Rossi, credono che egli stia fingendo l'amnesia per poter ricorrere all'infermità mentale. Prentiss incarica dunque Tara di sottoporlo a test cognitivi per confermare o negare le sue condizioni; tuttavia, le TAC effettuate indicano chiaramente che nel suo cervello non v'è più traccia di psicopatia e persino le risposte nei colloqui appaiono autentiche. 
Tyler (che può restare a Washington grazie a Prentiss che ha convinto il Direttore del suo prezioso aiuto data la sua profonda conoscenza del caso "Sicarius") scopre che Orlov ha offerto una ricompensa in denaro al nipote di un ex cliente per aggredire Voit in prigione (sebbene la richiesta fosse di ucciderlo).
Pur infastidito, Rossi accetta di impersonare il defunto padre di Voit nel tentativo di recuperarne i ricordi e di rivelarne le vere intenzioni.
L'episodio inizia con un'intensa scena romantica di Tara e Rebecca Wilson.
Inoltre, JJ deve organizzare la festa di compleanno del secondogenito Michael, da sola perché il marito Will è impegnato al lavoro, e Garcia si offre di aiutarla. Alla fine dell'episodio, improvvisamente Will si accascia al suolo sul pavimento della cucina, JJ lo soccorre immediatamente ma, in ospedale, ne comunica sconvolta il decesso (per un aneurisma provocato dalla rottura della tiroide) ai colleghi.
- Guest star: Nicole Pacent (Rebecca Wilson), Aimee Garcia (Dr.ssa Julia Ochoa), Elden Henson (Clyde Smets), Sadie Stanley (Tia Ryder), Taiana Tully (Sabrina Traver), Josh Stewart (William LaMontagne Jr.), Mekhai Andersen (Henry LaMontagne).
- Altri interpreti: Elden Henson (Clyde Smets), Sadie Stanley (Tia Ryder)
- Note: questo episodio è diretto dall'attrice del cast regolare Aisha Tyler, interprete fin dall'undicesima stagione della dottoressa Tara Lewis (alla sua terza regia nella serie dopo il sesto episodio della tredicesima stagione e il nono della quattordicesima - la prima di "Evolution" - ). Come accaduto per l'intero corso della serie sulla CBS, anche in "Evolution" i figli del personaggio di JJ sono interpretati dai veri figli dell'attrice A. J. Cook, Mekhai e Phoenix Andersen. Inoltre, la scena del malore di Will è stata girata durante le riprese della sedicesima stagione / prima di "Evolution", per assecondare la decisione dell'attore Josh Stewart di non tornare in successive stagioni del revival.

### Soggetto Ignoto
- Clyde Smets

### Citazioni
- "Ogni uomo confonde i limiti del suo campo visivo con i confini del mondo." Arthur Schopenhauer (David Rossi)

## Il momento di dire addio
- Titolo originale: Time to Say Goodbye
- Diretto da: Joe Mantegna
- Scritto da: Erica Messer

### Trama
In mancanza di altre piste da seguire e siccome tutte le scansioni cerebrali (oltre ai test di personalità) eseguite su Elias Voit confermano che egli non è più uno psicopatico, l'Unità di Analisi Comportamentale, seppur titubante, decide di rintracciare l'unica vittima sopravvissuta, Ramona Havener, l'agente immobiliare rapita da "Sicarius" circa due anni e mezzo prima ad Indio, in California (nell'ottavo episodio della prima stagione di "Evolution") e costretta ad "interpretare" il ruolo della di lui moglie Sydney poiché egli aveva deciso di confessarle la propria doppia vita, nell'augurio che il loro incontro sblocchi la memoria di Voit. Alvez e Green arrivano alla sua porta a Freehold, in New Jersey, ma la donna si mostra riluttante ad aiutarli a causa dello shock derivato dal giorno del rapimento, e i due rientrano. Poco dopo, è lei a presentarsi spontaneamente a Quantico: gli incubi che continuano a tormentarla e la volontà di voltare definitivamente pagina l'hanno indotta ad accettare.
Rossi e Tara accompagnano Ramona in ospedale esponendole le condizioni di Voit (è già stata informata dell'amnesia) e assicurandole che quest'ultimo non può farle del male essendo ammanettato: non appena lei entra nella sua stanza, lui la percepisce come un volto familiare, allora lei gli racconta che si sono conosciuti ad Indio e che hanno viaggiato in auto; lui improvvisamente ricorda "Second Street" (l'intersezione del suo "terreno di caccia") facendola uscire spaventata. Quando la conversazione riprende, lui ricorda i volti della moglie e delle figlie ed è confuso non capendo perché finora non siano mai venute a trovarlo, pensando che potrebbero essere morte. Tara gli riferisce che sono vive ma che lui non le vedrà mai più (la famiglia è stata inserita nel Programma Protezione Testimoni e trasferita altrove al momento dell'arresto di Voit), lasciandolo affranto.
L'episodio si apre su un primo piano di JJ in lacrime, immersa nei flashback del matrimonio tra lei e Will con in sottofondo la canzone che è stata colonna sonora del lieto evento (celebrato nella seconda parte del finale della settima stagione; il brano è "As It Seems" cantato da Lily Kershaw, figlia di uno dei registi della serie e della quale all'interno di essa sono state utilizzate diverse canzoni): comprensibilmente devastata dalla perdita del marito, JJ tenta di distrarsi impegnandosi nella ricerca del regalo di Will per il compleanno del secondogenito Michael, ma in realtà sta evitando di elaborare il lutto (sono trascorsi cinque giorni dall'improvviso decesso). Prentiss e Garcia le offrono affetto e supporto (preoccupate che non si prenda cura di sé stessa), intuendo che l'amica sia a disagio per la presenza della madre Sandy poiché quest'ultima menziona costantemente la morte di Rosalyn (la sorella maggiore di Jennifer, morta sucida a diciassette anni), convincendola infine a lasciarla sola. Mentre la famiglia Jareau - LaMontagne si prepara per il funerale, JJ si scontra con la suocera Connie, risentita per essere stata tenuta all'oscuro della malattia di Will (dopo aver appreso da Henry che il padre vedeva un oncologo), che accusa JJ di non averla ritenuta abbastanza importante. Le tensioni s'intensificano al punto che Connie schiaffeggia JJ davanti ad Emily e Penelope, e più tardi decide di non partecipare al funerale. Rossi interviene, raggiunge la donna all'esterno della chiesa e la esorta a non aggiungere altre perdite (la nuora e i nipoti) a quella del figlio, lo rimpiangerebbe per il resto della vita (le racconta anche che anche lui stesso ha perso un figlio nato morto, avuto dalla prima moglie).
In chiesa vi sono bouquet floreali mandati rispettivamente da Hotchner, Morgan e Reid per dimostrare vicinanza alla collega. Nel suo elogio funebre, Prentiss ricorda la situazione di pericolo condivisa con Will (riferendosi probabilmente al finale della settima stagione), lui le aveva detto che se ne fossero usciti salvi, la prima azione che avrebbe compiuto sarebbe stata sposare JJ (cosa effettivamente avvenuta); sottolinea quanto fosse unico e speciale il loro amore. Penelope racconta che è stato Will ad aiutarla quando ha traslocato nell'attuale appartamento. Il discorso più commovente è naturalmente quello di JJ: dopo che per l'intera giornata non ha mai ceduto al dolore mantenendo invece il controllo, sull'altare crolla mostrando alcuni dei bigliettini che il marito le lasciava quotidianamente dappertutto in casa, con frasi romantiche o ironiche (non gli ha mai rivelato di conservarli, anche se supponeva che lui lo sapesse). Jennifer si scusa sia con lui per non essersi resa conto del suo malessere (dato che il giorno in cui Will è collassato sul pavimento, non aveva lasciato alcun bigliettino) sia con i figli seduti in prima fila per averli delusi, dicendo di sentirsi persa senza di lui. Connie, colpita dalle sue parole, si affaccia sulla soglia della chiesa. La sorpresa è rappresentata da Spencer, che compare per onorare il legame con JJ, Henry e Michael, per poi restare loro accanto anche al cimitero (vi sono flashback anche della nascita di Henry).
Alla veglia funebre a casa Jareau - LaMontagne, i colleghi offrono a JJ parole di conforto e di riflessione: Rossi le dice che Will rimarrà sempre nel suo cuore e da lì la guiderà nella crescita dei figli, consigliandole di continuare a mostrarsi vulnerabile affinché essi  sappiano che è normale. Tara le spiega che il dolore la travolgerà a ondate e che lei dovrà accoglierlo, che sia pronta o meno (JJ aveva ammesso di non riuscire a dormire perché ogni volta che chiude gli occhi sogna Will, perciò l'alternativa è tenerli aperti illudendosi che egli sia ancora vivo). Jennifer e la madre di Will si riconciliano e Connie si offre di venire a trovarli più spesso. 
Alla fine dell'episodio, Henry confida alla madre di aver trovato il regalo del padre per il compleanno di Michael già il giorno precedente: si tratta di una sorta di diario - guida scritto a mano contenente tutti i trucchi e i suggerimenti che Will desiderava insegnare al figlio. Henry assicura alla madre che aiuterà il fratello a seguirne le indicazioni per colmare, in qualche modo, il vuoto lasciato dalla morte del padre, e i due si abbracciano. 
- Guest star: Candy Clark (Sandy Jareau), Mekhai Andersen (Henry LaMontagne), Phoenix Andersen (Michael LaMontagne), Kerry Knuppe (Ramona Havener), Linda Lavin (Connie LaMontagne), Janelle Gaeta Marmo (Katie Rollo), Nicole Pacent (Rebecca Wilson).
- Special Guest Star: Matthew Gray Gubler (Agente Speciale Supervisore Spencer Reid).
- Note: questo episodio è diretto dall'attore del cast regolare Joe Mantegna, interprete fin dalla terza stagione dell'Agente Speciale Supervisore nonché co-fondatore della BAU David Rossi (alla sua dodicesima regia complessiva nella serie, a partire dalla nona stagione e includendovi anche il revival). Malgrado non compaiano fisicamente, gli ex membri della squadra Aaron Hotchner e Derek Morgan inviano un mazzo di fiori ciascuno alla memoria di Will. A dicembre 2024, era stato annunciato che l'attore Matthew Gray Gubler sarebbe tornato per un breve cameo nella terza stagione di "Evolution", per la gioia dei fan che hanno sempre sperato di rivederlo da quando la serie è terminata sulla CBS; il cameo si è rivelato essere proprio in questo episodio per il funerale di Will e per offrire supporto a JJ. La showrunner Erica Messer ha spiegato che sembrava adeguato farlo tornare per tale circostanza (anche se spiacevole) considerato lo stretto legame tra Reid e JJ nel corso dell'intera serie.

### Soggetto Ignoto
- Elias Voit

### Citazioni
- "Cosa possiedono le donne? La casa e la famiglia. E I bambini e il cibo. Le amicizie. Il lavoro. Il lavoro del mondo e il lavoro dell'essere umani. I ricordi. E i problemi. E i dispiaceri e i trionfi. E l'amore." Maira Kalman (Jennifer "JJ" Jareau)

## Sto bene. Sto bene. Va tutto bene.
- Titolo originale: I'm Fine, It's Fine. Everything is Fine.
- Diretto da: Anthony Vietro
- Scritto da: Jayne Archer

### Trama
Prentiss, Alvez e Green volano a Tucson, in Arizona, per indagare sui delitti di alcune giovani senzatetto brutalmente mutilate: tutte sono sulla trentina, afroamericane, tutte sono state scuoiate vive e i loro organi primari rimossi post-mortem. Inizialmente si suppone che il Soggetto Ignoto conservi la pelle delle vittime come trofeo oppure a macabro scopo ritualistico, poi si deduce invece che egli intende utilizzarla per curare una persona cara probabilmente malata e che ha un complice. Si risale così al dottor Malcolm Ramsey, il quale ha lasciato l'impiego in un locale ospedale a seguito di un incidente stradale causato da lui stesso nel quale ha perso la moglie e provocato alla figlia Ariel gravi ustioni di terzo grado su tutto il corpo. Da quel momento, l'uomo tiene la figlia rinchiusa in un ospedale abbandonato, proibendole di uscire affermando che le altre persone non sopporterebbero la vista del suo aspetto.
Ramsey si è unito ad un paramedico licenziato e insieme hanno iniziato a rapire e uccidere le senzatetto: stordite dalla droga, il primo rimuove loro la pelle per innestarla sul corpo della figlia; una volta che le vittime soccombono alle ferite, il complice ne vende i cadaveri ad un giro di traffico di organi (che le fa credere vittime dei cartelli della droga) sul mercato nero i cui seguaci se ne sbarazzano. Ad un certo punto, il sodalizio criminale fallisce e Ramsey uccide il complice: gli agenti affrontano l'uomo, ma la figlia, scoperte le azioni del padre e inorridita, afferra uno degli utensili chirurgici e lo pugnala a morte al collo. Indebolita dalla malattia autoimmune di cui soffre, la ragazza chiede a Tyler di portarla all'esterno per poter ammirare il cielo notturno e subito dopo esala l'ultimo respiro tra le sue braccia.  
Sul jet di ritorno, Prentiss nota l'espressione cupa di Tyler (che pensa ancora ad Ariel) e lo conforta spiegandogli che il loro lavoro non consiste nella perdita, come molti credono, bensì la perdita stessa è il lavoro, e se egli si sente in grado di gestirla, allora significa che vi è adatto.  
Nel frattempo, il processo di guarigione di Voit prosegue: inizia ad avere incubi di un uomo mascherato e di sé stesso torturato con un trapano, quindi Lewis gli sottopone un test di Rorschach per tentare di interpretare tali visioni. Il risultato lo induce a considerarsi più colpevole che vittima e, dopo aver ricordato che in realtà era lui stesso quello che trapanava un altro uomo, si rende conto del motivo per cui è ammanettato (per proteggere gli altri da lui): è un assassino. La rivelazione lo spinge a tentare il suicidio per overdose.  
I membri della BAU sono sorpresi di trovare JJ in ufficio, dato che lei è in congedo per lutto e sono trascorse soltanto due settimane dal funerale di Will: la collega mostra loro un criptico video caricato sul sito del dark-web "BAU-Gate" (chiuso nella precedente stagione), nel quale appare un uomo che indossa una maschera bianca (lo stesso degli incubi di Voit). JJ ha avuto tempo per studiarlo poiché i figli sono tornati a scuola, la madre Sandy si occupa di riprenderli e la suocera prepara i pasti. Sebbene gli altri ritengano che dovrebbe dare priorità a sé stessa, JJ insiste per aiutarli (ripetendo continuamente di stare bene) e affianca Garcia in un'ulteriore analisi. Alla fine, da un gesto delle mani dell'uomo mascherato, JJ capisce che quello nel video è nientemeno che Voit, in una sequenza pre-registrata che qualcuno della sua "rete" ha diffuso; si precipita in ospedale per affrontarlo e lo avverte che è "bloccato" con lei, prima di guardarlo subire una dolorosa procedura medica con inquietante sollievo.  
- Guest star: Aimee Garcia (dottoressa Julia Ochoa), Derek Webster (dottor Malcolm Ramsey), Tayler Buck (Ariel Ramsey), Alexander Bedria (Brad Falco), Patrick Brennan (Ivan Escota), Gabriela Banus (Lizzie Blent), Nicole Collins (Blair Cameron), Nicole Rainteau (Mary Townes).

### Soggetto Ignoto
- Malcolm Ramsey e Brad Falco

### Citazioni
- "Amare fa male. E' come accettare di farsi scorticare sapendo che in un qualunque momento l'altra persona può andarsene via con la tua pelle."Susan Sontag (Tara Lewis)

## L'uomo spietato
- Titolo originale: The Brutal Man
- Diretto da: Nelson McCormick
- Scritto da: Sullivan Fitzgerald

### Trama
Il caso dell'episodio è raccontato tramite flashback da JJ nel corso di una sessione di terapia con la dottoressa Ochoa. L'uomo mascherato del video postato sul sito del dark-web "BAU-Gate" non è Voit, bensì uno dei suoi seguaci della rete: un Soggetto Ignoto attribuitosi il soprannome "Uomo Spietato", uno sterminatore di famiglie di Cleveland, in Ohio, il quale, dopo averne tramortito i membri, li lega con fascette ponendoli seduti uno di fronte all'altro e li obbliga a "sacrificarne" uno che deve morire, dando loro la falsa speranza che gli altri possano essere risparmiati; poiché si rifiutano di scegliere, lo fa lui e li accoltella tutti lasciando tuttavia un superstite, sul quale mette la maschera bianca prima di andarsene passando dal garage. Il gioco psicologico e il soprannome suggeriscono che si tratta di uno psicopatico sadico con un complesso di Dio, mentre il suo desiderio di distruggere completamente le famiglie indica che probabilmente il suo passato è stato segnato da violenza domestica.
Garcia identifica l'SI come Ronald Graber: ha vissuto un'infanzia normale insieme ai genitori e alla sorella fino al 2007 quando ha conosciuto Elias Voit che l'ha poi pedinato a casa dove ha puntato una pistola alla testa della sorella di Graber prima di massacrare l'intera famiglia e rubare una decalcomania per auto raffigurante una famiglia stilizzata (che Graber prenderà come trofeo durante la propria serie di delitti). Grazie a Voit, Graber si è unito alla rete una volta adulto, sfruttando il proprio impiego da fabbro per accedere alle abitazioni (quindi la parte sulla violenza domestica è inesatta dato che è stato appunto Voit ad innescare le sue tendenze omicide).
Appena dopo l'arresto, Graber chiede di poter parlare con "Sicarius" per trasmettergli un messaggio da parte di un certo "Discepolo".
Si scopre anche che la maschera bianca del video è una maschera "Yase Otoko" tipica del teatro giapponese in cui rappresenta uno spirito dannato all'inferno.
Ad un mese dalla perdita di Will, JJ sfoga la propria frustrazione nei confronti delle ingiustizie in terapia con la dottoressa Ochoa, sperando di riuscire a gestire anche il trauma degli scenari raccapriccianti che vede quotidianamente: chiede ad Ochoa una soluzione, ma quest'ultima può soltanto suggerirle di aiutare gli altri, se nell'immediato non può aiutare sé stessa. Malgrado i timori dei colleghi della BAU (soprattutto di Prentiss) che lei non sia ancora pronta ad operare, JJ insiste sostenendo che una parte di lei non esiste senza la professione, anche se la visione dei massacri delle famiglie e la supplica di una madre/moglie superstite di porre fine alla sua sofferenza la turbano particolarmente, tanto da essere sopraffatta da un conato di nausea.
Voit e JJ accettano di aiutarsi a vicenda per i rispettivi traumi (lei per elaborare il presente, lui per il proprio passato violento): lui viene portato a Quantico (con disappunto di Tyler) ed entra nella sala interrogatori per presentarsi a Graber come "Sicarius" e ricevere il messaggio.
Durante il dialogo con JJ, Ochoa rivela alcune informazioni personali: è cattolica praticante, ha frequentato la Georgetown University, ha scelto la carriera medica dopo aver perso il padre a 15 anni per un infarto.
Inoltre, Emily confida a JJ il motivo della rottura con l'Agente Speciale Andrew Mendoza (frequentato nella quattordicesima e quindicesima stagione e col quale meditava di acquistare un appartamento a Denver, in Colorado): egli aveva iniziato ad incalzarla per sperimentare una "relazione a tre" che coinvolgesse un'altra donna, ovvero proprio Jennifer, che resta allibita.
- Guest star: Daniel Adaro (Trevor Nicoletti), Winter Andrews (Ronald Graber), Madison Calderon (Taylor D'Anna), Chad Cox (Anthony Nicoletti), Ruben Dario (Bryan D'Anna), Heather Dowling (Nina Nicoletti), Cleo Fraser (Jessica Nicoletti), Aimee Garcia (dottoressa Julia Ochoa), Briella Guiza (Megan D'Anna), Sarafina King (Amy D'Anna), Ian Stanley (Capitano Michael Dolce).

### Soggetto Ignoto
- Ronald Graber

### Citazioni
- "Quando non siamo più in grado di cambiare una situazione, la sfida è cambiare noi stessi." Viktor Frankl (Jennifer "JJ" Jareau)